# Nicolai Kielstrup
Nicolai Kielstrup (ur. 4 października 1991 w Vejle) – duński piosenkarz.
Brał udział w Konkursie Piosenki Eurowizji Junior w 2005, wykonując napisaną przez siebie w 2004 piosenkę „Shake Shake Shake”. Wydał trzy albumy w ciągu czterech lat. Jego debiutancki album pt. Nicolai zajął dziewiąte miejsce na duńskiej liście przebojów, a album Stage 2 – siedemnaste. Oba albumy otrzymały w Danii certyfikat złotej płyty.

## Dyskografia
- Nicolai (06 listopada 2006)
- Stage 2 (08 listopada 2007)
- Dejavu - tilbage til mig (02 lutego 2009)